# Cicindela haemorrhagica
Cicindela haemorrhagica är en skalbaggsart som beskrevs av Leconte 1851. Cicindela haemorrhagica ingår i släktet Cicindela och familjen jordlöpare.

## Underarter
Arten delas in i följande underarter:
- C. h. arizonae
- C. h. haemorrhagica
- C. h. woodgatei